# 선덕제
명 선종 선덕제(明宣宗 宣德帝, 1399년 3월 16일(음력 2월 9일) ~ 1435년 1월 31일(음력 1월 3일))는 중국 명나라의 제5대 황제(재위 1425년 ~ 1435년)이다. 휘는 첨기(瞻基)이다. 묘호는 선종(宣宗), 시호는 헌천숭도영명신성흠문소무관인순효장황제(憲天崇道英明神聖欽文昭武寬仁純孝章皇帝), 연호는 선덕(宣德)이다. 영락제의 장자인 홍희제(洪熙帝)와 성효소황후 장씨(誠孝昭皇后 張氏)의 장남이다.

## 생애
어렸을 때부터 영민하였기에 조부인 영락제의 총애를 받았다. 아버지인 홍희제의 태자 폐립 문제를 거론할 때애도 영락제는 아들 홍희제보다 손자인 선덕제를 염두에 두고 있었기 때문에, 어린 나이에 황태손이 되어 제왕학을 일찍 배웠고 아버지의 뒤를 이어 황제가 될 수 있었다. 영락제의 외정시에 영락제를 따라 같이 수행을 다녔으며 영락제에게 충언을 아끼지 않아 영락제가 늘 곁에 두고 총애하였다.

## 숙부 주고후의 반란
선덕제가 즉위한 이듬해에 숙부인 한왕(漢王) 주고후(朱高煦)가 반란을 일으킨다. 주고후는 영락제와 인효문황후(仁孝文皇后 徐氏)의 차남으로, 조왕(趙王) 주고수(朱高燧)와 더불어 영락제의 총애를 받았다. 장남인 홍희제는 인자했지만 병약했고, 차남인 한왕 주고후는 날렵하고 무술이 뛰어났으나 다혈질이고 난폭하여 군왕으로서의 자질이 없다고 판단되었다. 셋째인 조왕 주고수 또한 막내로써 영락제의 총애를 받았지만 역모사건이 발각되는 사태가 일어나 낙양으로 쫓겨났다. 영락제가 태자의 폐립 사건을 고민 할 때, 한왕 주고후가 새로운 태자 후보로 거론되었지만 난폭한 성격으로 인해 무산되었다. 이 주고후가 반란을 일으켰다. 이 반란은 명 조정에 있어 정난의 변을 떠올리게 했다. 정난의 변때 건문제(建文帝)가 숙부들을 죽였다는 누명을 피하기 위해 능동적으로 대처하지 못한 것에 비해, 선덕제는 자신이 직접 친정(親征)하여 반란을 진압하고, 숙부인 한왕 주고후와 일족을 잡아 자금성의 서안문 안에 있는 소요성(逍遙城)이라는 건물을 새로 짓고 유폐시켰다. 이 후 선덕제가 감옥에 갇힌 숙부 한왕을 만나기 위해 소요성에 행차 하였을 때, 숙부인 한왕 주고후는 선덕제를 발로 걷어 차 넘어트렸다. 이 일은 선덕제를 분노하게 하여, 선덕제는 한왕 주고후를 구리 항아리에 가두었고, 주고후가 항아리를 밀치자, 장작더미에 달궈 죽였다.

## 평가
선덕제는 아버지 홍희제와는 달리 과감하고 강력한 정치를 하였다. 황제 독재체제를 확립하고, 황족을 엄히 다스렸으며 증조부인 홍무제가 환관의 정치 개입을 막고자 환관의 학문 교육을 금지시켰지만, 선덕제는 환관을 교육시키는 내서당(內書堂)을 설립하고 태감의 권한을 강화시켰다. 이러한 선덕제의 정책은 후에 명나라 조정에서의 환관의 정치개입을 야기시켜, 환관이 정사를 농락하는 사태를 발생시킨다. 이 외에도 선덕제의 시대에 회화를 즐겨 뛰어난 그림 작품을 남겨 두었다고 한다. 이러한 홍희제와 선덕제의 시대는 후대에 인선의 치(仁宣之治)로 불리어 높게 평가되고 있다.

## 가족
- 조부 : 성조 영락문황제(成祖 永樂文皇帝) 주체(朱棣)
- 조모 : 인효문황후(仁孝文皇后) 서씨(徐氏)
- 부친 : 인종 홍희소황제(仁宗 洪熙昭皇帝) 주고치(朱高熾)
- 모친 : 성효소황후(誠孝昭皇后) 장씨(張氏)

### 황후
| 봉호           | 시호                    | 이름(성씨)     | 재위년도        | 생몰년도        | 국구(장인/장모)                                                         | 별칭  | 비고  |
| -------------- | ----------------------- | -------------- | --------------- | --------------- | ----------------------------------------------------------------------- | ----- | ----- |
| 폐황후(廢皇后) | 공양장황후 (恭讓章皇后) | 호선상(胡善祥) | 1425년 ~ 1428년 | 1402년 ~ 1443년 | 호영(胡榮) 유씨(劉氏)                                                   | [ 1 ] | [ 2 ] |
| 황후(皇后)     | 효공장황후 (孝恭章皇后) | 손씨(孫氏)     | 1428년 ~ 1435년 | 1399년 ~ 1462년 | 안국공헌공(安國恭憲公) 손충(孫忠) 안국공부인(安國公夫人) 동원정(董元貞) | [ 3 ] |       |
| 현비(賢妃)     | 효익황태후 (孝翼皇太后) | 오씨(吳氏)     | (추존)          | 1397년 ~ 1462년 | 오언명(吳彦名) 신씨(神氏)                                               | [ 4 ] | [ 5 ] |

### 후궁
| 봉호       | 시호                | 이름(성씨)     | 생몰년도        | 국구(장인/장모)                                | 별칭               | 비고  |
| ---------- | ------------------- | -------------- | --------------- | ---------------------------------------------- | ------------------ | ----- |
| 귀비(貴妃) | 단정귀비 (端靜貴妃) | 하씨(何氏)     | ? ~ 1435년      |                                                | 혜비(惠妃)         | [ 6 ] |
| 혜비(惠妃) | 정순혜비 (貞順惠妃) | 오씨(吳氏)     | ? ~ 1435년      |                                                |                    | [ 6 ] |
| 현비(賢妃) | 순정현비 (純靜賢妃) | 조씨(趙氏)     | ? ~ 1435년      |                                                |                    | [ 6 ] |
| 경비(敬妃) | 장순경비 (莊順敬妃) | 조씨(曹氏)     | ? ~ 1435년      |                                                |                    | [ 6 ] |
| 순비(順妃) | 정혜순비 (貞惠順妃) | 서씨(徐氏)     | ? ~ 1435년      |                                                |                    | [ 6 ] |
| 여비(麗妃) | 장정여비 (恭定麗妃) | 원씨(袁氏)     | ? ~ 1435년      |                                                |                    | [ 6 ] |
| 공비(恭妃) | 정정공비 (貞靜恭妃) | 제씨(諸氏)     | ? ~ 1435년      |                                                |                    | [ 6 ] |
| 충비(充妃) | 공순충비 (恭順充妃) | 이씨(李氏)     | ? ~ 1435년      |                                                |                    | [ 6 ] |
| 성비(成妃) | 숙희성비 (肅僖成妃) | 하씨(何氏)     | ? ~ 1435년      |                                                |                    | [ 6 ] |
| 숙비(淑妃) | 장정숙비 (莊靜淑妃) | 초씨(焦氏)     | ? ~ 1435년      |                                                |                    | [ 6 ] |
| 숙비(淑妃) |                     | 유씨(劉氏)     |                 |                                                |                    |       |
| 부인(夫人) | 공신부인 (恭愼夫人) | 한계란(韓桂蘭) | 1410년 ~ 1483년 | 한영정(韓永碇) 부인(夫人) 의성 김씨(義城 金氏) | 공순부인(恭順夫人) | [ 7 ] |
| 국빈(國嬪) | 정애국빈 (貞哀國嬪) | 곽애(郭愛)     | 1400년 ~ 1428년 |                                                |                    |       |

### 황자
| -    | 봉호           | 시호   | 이름           | 생몰년도        | 생모            | 자식     | 별칭 | 비고                       |
| ---- | -------------- | ------ | -------------- | --------------- | --------------- | -------- | ---- | -------------------------- |
| 장남 | 황태자(皇太子) |        | 주기진(朱祁鎭) | 1427년 ~ 1464년 | 효공장황후 손씨 | 9남 10녀 |      | 제6대 황제 정통제(正統帝). |
| 차남 | 성왕(郕王)     | 여(戾) | 주기옥(朱祁鈺) | 1428년 ~ 1457년 | 효익황태후 오씨 | 1남 2녀  |      | 제7대 황제 경태제(景泰帝). |

### 황녀
| -    | 봉호               | 이름 | 생몰년도        | 생모            | 부마       | 별칭               | 비고    |
| ---- | ------------------ | ---- | --------------- | --------------- | ---------- | ------------------ | ------- |
| 장녀 | 순덕공주(順德公主) |      | 1420년 ~ 1443년 | 공양장황후 호씨 | 석경(石璟) | 장공주(長公主)     |         |
| 차녀 | 영청공주(永淸公主) |      | ? ~ 1433년      | 공양장황후 호씨 |            |                    | 요절함. |
| 3녀  | 상덕공주(常德公主) |      | 1424년 ~ 1470년 | 효공장황후 손씨 | 설환(薛桓) | 대장공주(大長公主) |         |

## 기년과 연호
| 연호       | 사용기간 | 사용기간 | 년수 | 비고 |
| ---------- | -------- | -------- | ---- | ---- |
| 선덕(宣德) | 1426년   | 1435년   | 10년 |      |